# 5 cm KwK 39 L/60
Il 5 cm KwK 39 L/60 (KwK cioè Kampfwagenkanone - letteralmente "cannone per veicolo da combattimento") è stato un cannone da carro armato tedesco da 50 mm adoperato in grandi quantità durante la seconda guerra mondiale, in particolare tra il 1941 e il 1942. Fu utilizzato principalmente per armare le varianti finali del carro armato medio Panzer III e, in seguito, divenne la dotazione offensiva primaria delle autoblindo pesanti Sd.Kfz. 234 "Puma".
Il suo sviluppo era la variante montata del pezzo anticarro 5 cm PaK 38 su affusto ruotato, un'arma che aveva dato prova di efficacia durante la Campagna del Nordafrica sia contro i carri incrociatore britannici che gli M3 Stuart di fornitura statunitense. Nel corso dei primi combattimenti sostenuti in Unione Sovietica, però, il cannone registrò difficoltà anche grandi nel distruggere i T-34 e i KV-1: secondo Rottman, fu questo il motivo per cui venne rimosso in favore del più corto 7,5 cm KwK 37 L/24 in grado di sparare colpi HEAT. Nondimeno, il primo cannone che si rivelò pienamente efficace nei confronti dei suddetti blindati sovietici fu il 7,5 cm KwK 40 da 43 calibri (L/43), montato sul Panzer IV Ausf. F2.
Del KwK 39 fu elaborata una versione chiamata 5 cm BK, un cannone automatico installabile su aerei da caccia per regalare loro una grande potenza distruttiva a scapito dei bombardieri Alleati. Il pezzo era capace di sparare 45 proietti al minuto con una velocità alla volata di 920 m/s.

## Munizioni
- Panzergranate (PzGr.) - proiettile perforante
- Panzergranate 39 (PzGr. 39) - proiettile perforante con capsula tenera e cappuccio tagliavento: tale tipo di granata era il più diffuso; era in grado di penetrare una lastra spessa 69 mm dalla distanza di 100 metri, mentre se lo sparo avveniva da 500 metri poteva trapassare fino a 59 mm.[3]
- Panzergranate 40 (PzGr. 40) - proiettile perforante decalibrato rigido
- Panzergranate 40/1 (PzGr. 40/1) - proiettile perforante decalibrato rigido
- 5 cm Sprgr.Patr.38 - alto esplosivo

## Veicoli utilizzatori
- Panzer III dalla versione J alla M.[1] Molti modelli precedenti furono comunque riadattati per ospitare in torretta questo cannone. La versione comando Ausf. K basata sulla versione M del Panzer III ritenne il pezzo.[3]
- Sd.Kfz. 234 "Puma"
- Leopard: prototipo di carro da ricognizione ricavato dal Panzer II, doveva essere armato del KwK 39.[3]